# میس سیکستی
میس سیکستی (انگلیسی: Miss Sixty) شرکت پوشاک چینی است، که در سال ۱۹۹۱ تأسیس شد.